# Função executiva
A função executiva (também conhecida como controle cognitivo e sistema supervisor atencional) é um termo abrangente para a gestão (regulação, controle) dos processos cognitivos, incluindo memória de trabalho, raciocínio, flexibilidade de tarefas e resolução de problemas, bem como o planejamento e execução. O sistema executivo é um sistema cognitivo teorizado em psicologia que controla e gerencia outros processos cognitivos, tais como as funções executivas. As áreas pré-frontais do lobo frontal são as mais importantes, mas não as únicas para a realização dessas funções.